# Braga (stacja kolejowa)
Braga – stacja kolejowa w Bradze, w Portugalii. Znajdują się tu 4 perony.